# Peter Luccin
Peter Bernard Luccin (* 9. April 1979 in Marseille) ist ein ehemaliger französischer Fußballspieler.

## Leben
Peter Luccins Start in den Profifußball markierte das Jahr 1996, als er beim AS Cannes in die erste Mannschaft aufrücken durfte. Schnell wurde man bei Girondins Bordeaux auf ihn aufmerksam, wo er in der folgenden Saison den Durchbruch schaffte.
Das erfolgreichste französische Team und zugleich der Verein aus seiner Heimatstadt, Olympique Marseille, bemühte sich um ihn, doch erneut nach nur zwei Jahren zog es ihn in die französische Hauptstadt zu Paris Saint-Germain.
Die Jahre 2001 bis 2004 brachten seinen ersten Auslandskontrakt. Durch gute Leistungen bei Celta Vigo erregte er das Interesse von Atlético Madrid, wo er erneut drei erfolgreiche Jahre verlebte. Zum einen bedingt durch den großen Erfolgsdruck und die neue Konkurrenzsituation durch die Verpflichtungen von Raul García und Simao Sabrosa, zum anderen durch den Willen etwas Neues erleben zu wollen, nahm er im Sommer 2007 das Angebot von Ligakonkurrent Real Saragossa an. Dort absolvierte er 30 Spiele. Im Sommer 2008 wechselte Luccin für eine Saison auf Leihbasis zu Racing Santander. Anschließend kehrte er zu Real Saragossa zurück.
Seit dem 1. Juli 2010 ist Luccin vereinslos. Zuvor hatte er einen Kreuzbandriss erlitten. Ein Probetraining beim 1. FC Köln im September 2010 führte nicht zu einer Verpflichtung durch den deutschen Bundesligisten. Zuvor spielte er auch beim FC Schalke 04 vor. Im Sommer 2011 nahm ihn schließlich der FC Lausanne-Sport unter Vertrag. In der Super League kam er auf sieben Einsätze, ehe sein Vertrag Anfang April 2012 aufgelöst wurde. Anfang 2013 heuerte er beim FC Dallas in der Major League Soccer an. Er verpasste die Saison 2013 verletzungsbedingt nahezu komplett. Auch in der darauf folgenden Spielzeit kam er nur unregelmäßig zum Einsatz. Ende 2014 beendete er seine Laufbahn.
Nach seiner aktiven Karriere als Fußballspieler arbeitete Luccin als Jugendtrainer in der Academy des FC Dallas. Er betreute dort diverse Jugendmannschaften. Seit dem 9. Januar 2019 ist er Assistenztrainer des FC Dallas in der Major League Soccer.